# Joaquín Cortés
Joaquín Cortés, nascut com a Joaquín Pedraja Reyes (Còrdova, 22 de febrer de 1969) és un ballarí de flamenc i coreògraf.
De ben petit es va desplaçar a viure a Madrid on va començar els seus estudis a l'edat de dotze anys. El 1984, quan en tenia quinze, el van acceptar com a membre del Ballet Nacional d'Espanya i al cap de poc temps va arribar a ser ballarí solista. Després de deixar el Ballet Nacional, la seva progressió va ser fulminant, i va arribar a ballar amb reconeguts ballarins del món de la dansa com són: Maia Plisetskaia, Silvie Guillen i Peter Schauffuss. També va ballaral Festival Flamenco d'estiu a Tòquio, diverses gales al Lincoln Center de Nova York i al ballet Don Quijote (coreografia de Vicente Nebrada) amb la companyia Ballet Teresa Carreño a Caracas a Veneçuela. En aquesta època va crear la coreografia de Carmen per l'Arena de Verona.
El 1992 va crear la seva pròpia companyia «Joaquín Cortés Ballet Flamenco». La primera producció, Cibayí, es va presentar al Japó, França, Itàlia, Veneçuela i Estats Units. En aquest mateix any va aparèixer en la cançó i el videoclip «Una rosa es una rosa» del grup Mecano, durant l'Aidalai Tour.
EL seu segon espectacle, anomenat Pasión Gitana, es va estrenar el 1995 en el Teatre Albéniz de Madrid i va comptar amb Giorgio Armani com a dissenyador de vestuari.
Va debutar en el cine amb la pel·lícula La flor de mi secreto de Pedro Almodóvar i després va participar en el film de Carlos Saura Flamenco. Cortés se'n va anar a viure a Nova York ael 1999 i va començar a col·laborar amb la coreògrafa Debbie Allen, amb qui va participar en la cerimònia dels Premis Oscar. El 2000 participa en la pel·lícula Gitano, aquesta vegada com a protagonista, i en 2004 a Vaniglia e cioccolato.
El 1999 va començar la gira internacional del seu espectacle Soul. Va participar en l'obertura del Festival de Viña del Mar 2001. Crea la producció Pura pasión, i pocs dies després al Teatre Tívoli de Barcelona estrena l'espectacle Live. El març de 2006 estrena Mi Soledad, Calé en 2009, Dicen de Mi en 2012, Gitano en 2014 i Esencia en 2017.
Ha participat en diversos programes de televisió de caçatalents.

## Espectacles
- Cibayí (1992)
- Pasión Gitana (1995)
- Soul (1999)
- Live (2001)
- De Amor y Odio (2004)
- Mi Soledad (2005)
- Calé (2009)
- Dicen de Mi (2012)
- Gitano (2014)
- Esencia (2017)